# Isaiah Livers
Isaiah Maurice Livers, né le 28 juillet 1998 à Kalamazoo dans le Michigan, est un joueur américain de basket-ball évoluant aux postes d'ailier et ailier fort.

## Biographie

### Université
Il évolue sous le maillot des Wolverines du Michigan lors de ses quatre saisons universitaires.

### NBA

#### Pistons de Détroit (2021-2024)
Il est choisi en 42e position par les Pistons de Détroit lors de la draft 2021 de la NBA.
En janvier 2024, il est envoyé vers les Wizards de Washington avec Marvin Bagley contre Danilo Gallinari et Mike Muscala. Il est coupé en avril 2024 par les Wizards sans avoir joué pour eux.

#### Suns de Phoenix (depuis 2025)
Début juillet 2025, il s'engage avec les Suns de Phoenix via un contrat two-way.

## Statistiques

### Universitaires
Les statistiques de Isaiah Livers en matchs universitaires sont les suivantes :
| Saison    | Équipe   | Matchs | Titul. | Min./m | % Tir | % 3pts | % LF | Rbds/m. | Pass/m. | Int/m. | Ctr/m. | Pts/m. |
| --------- | -------- | ------ | ------ | ------ | ----- | ------ | ---- | ------- | ------- | ------ | ------ | ------ |
| 2017-2018 | Michigan | 40     | 22     | 15,1   | 47,4  | 36,2   | 66,7 | 2,30    | 0,40    | 0,30   | 0,30   | 3,40   |
| 2018-2019 | Michigan | 35     | 3      | 22,6   | 48,7  | 42,6   | 78,0 | 3,90    | 0,70    | 0,70   | 0,50   | 7,90   |
| 2019-2020 | Michigan | 21     | 21     | 31,5   | 44,7  | 40,2   | 95,7 | 4,00    | 1,10    | 0,40   | 0,70   | 12,90  |
| 2020-2021 | Michigan | 23     | 23     | 31,6   | 45,7  | 43,1   | 87,0 | 6,00    | 2,00    | 0,60   | 0,70   | 13,10  |
| Carrière  | Carrière | 119    | 69     | 23,4   | 46,5  | 41,2   | 85,6 | 3,80    | 0,90    | 0,50   | 0,50   | 8,30   |

### Professionnelles

#### Saison régulière
| Saison    | Équipe   | Matchs | Titul. | Min./m | % Tir | % 3pts | % LF | Rbds/m. | Pass/m. | Int/m. | Ctr/m. | Pts/m. |
| --------- | -------- | ------ | ------ | ------ | ----- | ------ | ---- | ------- | ------- | ------ | ------ | ------ |
| 2021-2022 | Détroit  | 19     | 5      | 20,2   | 45,6  | 42,2   | 85,7 | 3,00    | 1,10    | 0,70   | 0,40   | 6,40   |
| 2022-2023 | Détroit  | 52     | 22     | 23,1   | 41,7  | 36,5   | 82,1 | 2,80    | 0,80    | 0,50   | 0,50   | 6,70   |
| Carrière  | Carrière | 71     | 27     | 22,3   | 42,6  | 37,8   | 83,0 | 2,80    | 0,90    | 0,60   | 0,50   | 6,60   |

## Distinctions personnelles
- Second-team All-Big Ten (2021)
- Mr. Basketball of Michigan (2017)